# Raddiella
Raddiella is een geslacht uit de grassenfamilie (Poaceae). De soorten van dit geslacht komen voor in Zuid-Amerika.

## Soorten
De Catalogue of New World Grasses [12 december 2011] erkent de soorten: 
- Raddiella esenbeckii
- Raddiella kaieteurana
- Raddiella lunata
- Raddiella malmeana
- Raddiella minima
- Raddiella molliculma
- Raddiella potaroensis
- Raddiella vanessae